# Torrbergstjärnen, Norrbotten
Torrbergstjärnen är en sjö i Piteå kommun i Norrbotten och ingår i Piteälvens huvudavrinningsområde. Sjön har en area på 0,191 kvadratkilometer och ligger 188 meter över havet.
Sjön ligger i naturreservatet Torrbergstjärn.

## Delavrinningsområde
Torrbergstjärnen ingår i det delavrinningsområde (726590-175088) som SMHI kallar för Mynnar i Lillån. Medelhöjden är 55 meter över havet och ytan är 22,92 kvadratkilometer. Det finns inga avrinningsområden uppströms utan avrinningsområdet är högsta punkten. Kyrkbyssundet som avvattnar avrinningsområdet har biflödesordning 2, vilket innebär att vattnet flödar genom totalt 2 vattendrag innan det når havet efter 1,8 kilometer. Avrinningsområdet består mestadels av skog (79 procent) och jordbruk (10 procent). Avrinningsområdet har 0,19 kvadratkilometer vattenytor vilket ger det en sjöprocent på 0,8 procent.